# Giovanni Battista Giattini
Giovanni Battista Giattini (Palermo, 1601 – Roma, 19 novembre 1672) è stato un gesuita, filologo e linguista italiano.

## Biografia
Entrò nella Compagnia di Gesù a Palermo il 13 ottobre 1615. Alla fine del 1626 andò a studiare presso il Collegio romano, dove seguì i corsi di teologia con Juan De Lugo e quelli di matematica tenuti da Christoph Grienberger. 
Fin dai primi anni, Giattini dimostrò un grande interesse per le belle lettere. Le sue poesie latine, pubblicate nel 1627, ebbero molto successo; Giattini si distinse anche per le numerose orazioni latine, molte delle quali tenute davanti alla corte papale. Era uno studioso di matematica, filosofia e teologia morale, nonché un appassionato linguista. Oltre al greco e al latino, conosceva perfettamente l'ebraico il caldeo il siriaco e l'arabo.
Insegnò retorica nel Collegio della Compagnia di Palermo, dove fu anche prefetto degli studi per tredici anni. Inviato al Collegio Romano, insegnò logica (1635-1636; 1638-1639), fisica (1636-1637; 1643-1644), metafisica (1637-1638; 1640-1641; 1644-1645), Sacra Scrittura (1644-1645), matematica (1647-1649), teologia morale (1649-1650) e teologia scolastica (1652-1658), guadagnandosi la fama di eccellente professore. Lavorava in pari tempo a diverse opere e si occupava della ricerca di antichi manoscritti. Papa Urbano VIII lo scelse con Athanasius Kircher e Ludovico Marracci per decifrare e interpretare diverse iscrizioni arabe trovate in Spagna e portate a Roma. Giattini fu anche nominato teologo della congregazione della versione araba della Bibbia e fu incaricato da Alessandro VII di tradurre in latino la Storia del concilio di Trento di Pietro Sforza Pallavicino.
Morì a Roma nel 1672 dopo di aver pubblicato un gran numero di opere. 

## Opere
Le sue opere principali sono:
- Sanguinis peroratio, sive de Christi Domini cruciatibus. Oratio Jo. Baptistæ Giattini e Societate Jesu habita ad S. D. N. Urbanum VIII ipso Parasceves die in Vaticano pontificum sacello, Roma, 1637 in 4°; ripubblicata in Orationes quinquaginta de Christi Domini morte, Roma, 1641 in 12°;
- Panærides apes, Carmina in laudem Francisci Cardinalis Barberini, Roma, 1627;
- R. P. Joannis Baptistæ Giattini Panormitani e Societate Jesu tragoediæ quatuor. His accessit Hugonis Grotii tragoedia de Christo patiente, Dillingen an der Donau, 1682;
- Ariadna augusta: tragoedia, Roma, 1662;
- Cafres tragoedia, Roma, 1651;
- Logica, Roma, 1651;
- Physica, Roma, 1653;
- Orationes sacrae 24. habitae ad summos pontifices et S.R.E. cardinales, Roma, 1661;
- Relatione della grande monarchia della Cina del P. Alvaro Semedo Portughese della Compagnia di Giesù: traduzione in italiano della relazione sulla Cina redatta in spagnolo dal padre Álvaro Semedo, Roma, 1645 in 4°;
- Vera Concilii tridentini historia, contra falsam Petri Suavis Polani narrationem: traduzione latina della Storia del Concilio di Trento del cardinal Pallavicini, Anversa 1672 e 1677, 5 tomi in 4°; Colonia 1716 in folio.
- Cyrilli Alexandrini in Evangelium secundum Joannem liber quintus et sextus advecti Chio: traduzione latina dal greco del V e VI libro di S. Cirillo di Alessandria sul Vangelo di San Giovanni, svolta su un manoscritto scoperto a Chio da Giattini. Della versione di Giattini si servì Cornelio a Lapide.

Giattini aveva composto anche un Tractatus de horologiis e una Continuazione delle Controversie del cardinale Bellarmino ma tali scritti sono rimasti inediti.